# Ball de les forques

Ball de les Forques de Nalec

El ball de les forques és un ball tradicional del poble de Nalec (Urgell, Catalunya) que Joan Amades recull en el "Costumari Català" el 1953. D'aquest ball, molt tradicional en tota la vall del riu Corb, se'n té constància a Nalec, Santa Coloma de Queralt o Vallfogona de Riucorb. Els dansaires, guarnits amb la roba tradicional de segador, un barret de palla i una forca cadascú, ballen al voltant d'un munt de palla amb la tonada del Ball de Sant Ferriol i en la seva essència, pretén aglutinar tothom en un cercle, fent pinya i enaltir el treball conjunt. Joan Amades recollia que "com que aquests dies feien festa en honor del sant, se'ls podia retardar un xic la feina, i llavors tenir dificultat per netejar el gra a l'era per manca de vent. Era en aquells moments que ballaven el típic ball de les forques, un ball característic d'aquesta època de l'any". Actualment, es balla exclusivament a Nalec el dia 25 de Juliol amb motiu de la festa major (Sant Jaume). Les forques, compostes per dos, quatre o cinc "pollagons", ja pràcticament no s'elaboren de forma artesanal i com que la tradició de forcaire s'ha perdut, és per aquest motiu que els participants en la dansa ballen amb les forques que les famílies del poble conserven a casa seva.